# Roberto Lobos
Roberto Lobos – chilijski bokser, medalista igrzysk panamerykańskich (1955).